# Diospyros crumenata
Diospyros crumenata är en tvåhjärtbladig växtart som beskrevs av George Henry Kendrick Thwaites. Diospyros crumenata ingår i släktet Diospyros och familjen Ebenaceae. Utöver nominatformen finns också underarten D. c. crumenata.